# Tennis als Jocs Olímpics d'estiu de 1912
Als Jocs Olímpics de 1912 celebrats a la ciutat d'Estocolm es realitzaren vuit proves de tennis, quatre en categoria masculina, dues en categoria femenina i dues en categoria mixta.
Igual que en l'edició de 1908 es realitzà una competició tennística indoor (interior) a més de la competició tradicional a l'aire lliure. La competició interior es desenvolupà al Royal Lawn Tennis Club entre el 5 i l'11 de maig, i la competició a l'aire lliure al Kamba Lawn Tennis Club entre el 28 de juny i el 5 de juliol.

## Nacions participants
Hi participaren 82 tennistes (69 homes i 13 dones) de 14 nacions diferents:
| - Australàsia (1) (homes:1; dones:0) - Àustria (3) (homes:3; dones:0) - Bohèmia (8) (homes:8; dones:0) - Dinamarca (10) (homes:9; dones:1) - Estats Units (1) (homes:1; dones:0) - França (6) (homes:5; dones:1) - Hongria (6) (homes:6; dones:0) | - Imperi Alemany (7) (homes:6; dones:1) - Imperi Rus (2) (homes:2; dones:0) - Noruega (7) (homes:6; dones:1) - Països Baixos (1) (homes:1; dones:0) - Regne Unit (11) (homes:8; dones:3) - Sud-àfrica (3) (homes:3; dones:0) - Suècia (16) (homes:10; dones:6) |

## Resum de medalles

### Categoria masculina
| Prova                               | Or                                        | Argent                                      | Bronze                                        |
| Individual masculí detalls          | Charles Winslow                           | Harold Kitson                               | Oscar Kreuzer                                 |
| Individual masculí interior detalls | André Gobert                              | Charles Dixon                               | Anthony Wilding                               |
| Dobles masculins detalls            | Sud-àfricaHarold Kitson · Charles Winslow | Imperi AustríacFelix Pipes · Arthur Zborzil | FrançaAlbert Canet · Edouard Mény de Marangue |
| Dobles masculins interior detalls   | FrançaMaurice Germot · André Gobert       | SuèciaCarl Kempe · Gunnar Setterwall        | Regne UnitAlfred Beamish · Charles Dixon      |

### Categoria femenina
| Prova                              | Or                   | Argent              | Bronze               |
| Individual femení detalls          | Marguerite Broquedis | Dorothea Koring     | Margarethe Bjurstedt |
| Individual femení interior detalls | Edith Hannam         | Thora Castenschiold | Mabel Parton         |

### Categoria mixta
| Prova                          | Or                                                  | Argent                                      | Bronze                                    |
| Dobles mixtos detalls          | Imperi AlemanyDorothea Koring · Heinrich Schomburgk | SuèciaSigrid Fick · Gunnar Setterwall       | FrançaMarguerite Broquedis · Albert Canet |
| Dobles mixtos interior detalls | Regne UnitEdith Hannam · Charles Dixon              | Regne UnitHelen Aitchison · Herbert Barrett | SuèciaSigrid Fick · Gunnar Setterwall     |

## Medaller
| Posició | País           | Or | Argent | Bronze | Total |
| 1       | França         | 3  | 0      | 2      | 5     |
| 2       | Regne Unit     | 2  | 2      | 2      | 6     |
| 3       | Sud-àfrica     | 2  | 1      | 0      | 3     |
| 4       | Imperi Alemany | 1  | 1      | 1      | 3     |
| 5       | Suècia         | 0  | 2      | 1      | 3     |
| 6       | Àustria        | 0  | 1      | 0      | 1     |
| 6       | Dinamarca      | 0  | 1      | 0      | 1     |
| 8       | Australàsia    | 0  | 0      | 1      | 1     |
| 8       | Noruega        | 0  | 0      | 1      | 1     |
| Total   | Total          | 8  | 8      | 8      | 24    |